# Teatre clàssic
El terme «teatre» ve del grec θέατρον, theátron o «lloc per a contemplar» derivat de theáomai o «mirar». El teatre és l'art de representar un o més fets reals o imaginats de l'experiència humana, que un autor posa en mans d'altres persones, els actors, per tal que aquests els representin davant d'un públic. Una funció teatral pot ser representada en una varietat infinita de formes.
Podem considerar que el teatre és un gènere literari, ja que, a vegades, la paraula hi té un paper fonamental, però també es pot dir que és insuficient perquè no podem ignorar la importància dels altres elements que intervenen en una peça teatral com els decorats, l'acció, la música, etc. No podem, tampoc, descuidar aquelles obres en què no es fa ús de la paraula, com la pantomima, i que conformen el teatre, també. Per tant, cal situar el teatre dins del món de l'espectacle, el qual s'entén com allò que s'ofereix a la ment o a la vista com a notable i digne d'atenció. Tot i així, a diferència d'altres espectacles com podria ser l'esport, el teatre presenta un fet que és la imitació d'un altre fet; així, el teatre és un espectacle de representació.
Quant al teatre clàssic és el conjunt d'obres dramàtiques i arts escèniques que es van crear a la cultura de l'antiga Grècia i Roma; així, va néixer entre 550 aC i 220 aC. Per tal d'entendre el teatre d'avui en dia, hem de comprendre el teatre clàssic, on hi trobem el naixement d'aquest àmbit artístic. 

### Breu història del teatre
Les primeres manifestacions dramàtiques i, per tant, teatrals van aparèixer en tots els països molt abans del que és la literatura en si. El seu origen es troba a l'antiguitat, on, a partir de rituals religiosos, molts cops es representava la lluita entre la vida i la mort. Les funcions d'aleshores integraven tant música com dansa i formaven part del culte als déus: a Grècia el drama va néixer a partir del culte a Dionís, el déu del vi i amic de les muses i les arts. Aquí sorgeix el quid que donarà vida al teatre: el conflicte entre la voluntat de l'home i la voluntat dels déus.
Més tard, a partir de les pauses que havia de fer el cor, va sorgir la necessitat d'un actor, o més, que les omplís mitjançant la paraula, i aquí és on comença l'intercanvi de discursos. Al segle V a.C. el teatre grec va assumir la seva màxima esplendor, i això va ser gràcies a Èsquil, Sòfocles i Eurípides. Per altra banda, en aquelles representacions només els homes podien actuar, de manera que fins i tot dels personatges femenins se’n feien càrrec ells. L'art de l'actor no era un estudi propi, per ell mateix, sinó que es limitava a ser un acte de culte tradicional.
Durant l'edat mitjana es va desenvolupar el teatre medieval, el qual era cultivat per l'església. Tot Europa tractava les mateixes temàtiques teatrals com escenes de l'Antic i el Nou Testament, com l'adoració dels pastors i els Reis d'Orient, i la fugida a Egipte, entre d'altres. És d'aquesta mena de teatre que, més endavant, en sorgiran Els Pastorets i les Passions, unes obres que actualment, modificades, encara es representen en tot Catalunya per les festes de Nadal i per Pasqua, respectivament. Els seus orígens es troben aproximadament en el segle xv. Aquí comencen a prendre partit els mims i els joglars. Els actors, però, acostumaven a venir d'associacions obreres i per tant, no es dedicaven al teatre; a més, també hi participaven persones eclesiàstiques.
Durant el segle xv a Anglaterra es representaven els misteris i temes morals, temàtiques que van ser substituïdes, com a França, per la vanitat humanista i la puresa. Per tant, assumptes presentats en el Renaixement van culminar en les comèdies i els drames de Shakespeare, fins que el drama isabelí va acabar d'unir els nous moviments i la tradició antiga. El drama isabelí van crear-lo autors que escrivien tragèdies, o així ho categoritzaven ells, sense seguir aquelles pautes que ja estaven establertes per Aristòtil: creen l'obra basada en l'estructura d'escenes. El màxim exponent d'aquest moviment és Shakespeare. En les tragèdies d'aquest autor, el qui engendra l'acció tràgica ja no és un déu, sinó un fantasma o una aparició, per exemple. Per altra banda, davant de l'èxit d'aquest àmbit artístic, durant el període Renaixentista van començar a construir-se edificis teatrals, la qual cosa va fomentar aquesta activitat lúdica.
L'òpera, la qual va aparèixer a principi del segle xvii va esdevenir un èxit, ja que aportava moltes novetats, des de diversos decorats en una mateixa obra fins a veritables efectes especials. També dins d'aquest segle, va haver-hi una millora del teatre alemany gràcies a la literatura; malgrat això, encara es tendia força a la improvisació.
El segle xix es caracteritza per haver-hi la construcció de molts teatres. Per altra banda, els actors van millorar la seva situació, ja que ja treballaven sota contracte. Pel que fa al moviment, els dramaturgs deixaven la història en segon terme per tal de focalitzar l'atenció en el context, i així situaven l'acció en època contemporània.
El teatre d'avantguarda és el que dona peu, ja a mitjan segle xx, a una certa revolució del gènere. Així sorgeix el teatre de l'absurd, “el teatre pobre” de Grotowski, els nous mètodes d'interpretació de Stanislavski i Bertolt Brecht, i sobretot un canvi radical provocat per Erwin Piscator contra l'escenari en si mateix i tot allò que havia significat fins aleshores, ja que tractava l'aspecte sociopolític del drama i no la manipulació emocional del públic o la bellesa de la formació, amb la qual cosa es complementava amb el mètode d'interpretació de Bertoldt Brecht.
La màxima esplendor de les avantguardes, al segle xx, es caracteritza per una evolució del teatre sociològic, moltes vegades portat per anarquistes. La llibertat a l'hora de descobrir moviments, barrejar-los o originar-ne és tan gran que des de llavors fins ara s'han anat cultivant tots els tipus d'obres de teatre possibles, cosa que ha provocat que el teatre sigui vigent encara, després de tants segles d'història.

## El teatre de l'Antiga Grècia
Els inicis del teatre grec el trobem després de l'evolució de les arts i cerimònies que se celebraven a Grècia, com les festes de Dionís. Durant el segle v aC, es van consolidar pròpiament la tragèdia i la comèdia, i Èsquil i Sòfocles van afegir un tercer actor a l'espectacle teatral. A partir d'aquí, es van començar a edificar grans teatres de pedra.

### L'edifici

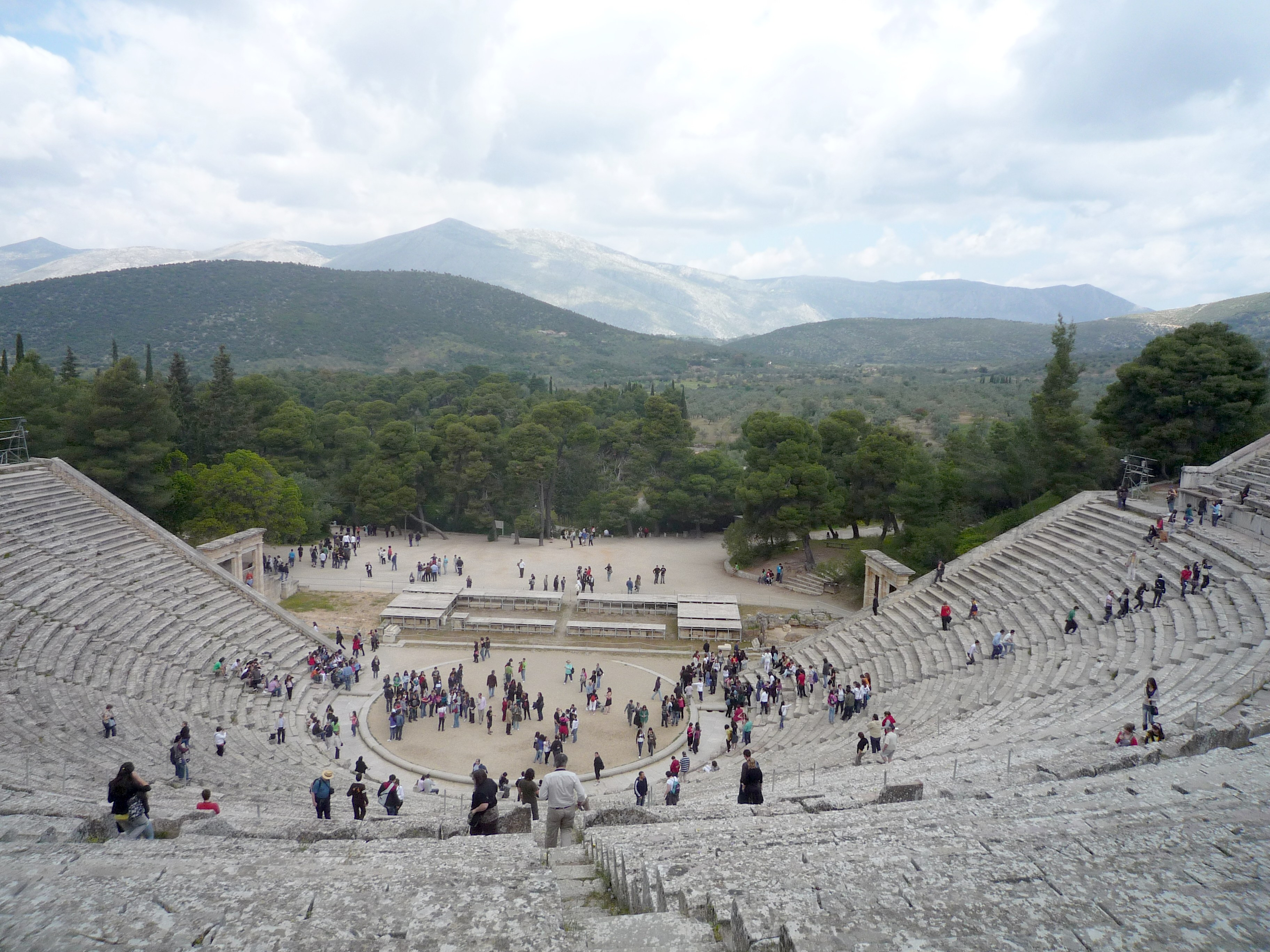
El teatre d'Epidaure és un teatre de l'Antiga Grècia, edificat al per tal d'acollir els Asclépéia. Es troba a Argòlida i va ser el paradigme de nombrosos teatres grecs.

Antigament, als inicis del que és considerat pròpiament el teatre, l'escenari consistia en zones adaptades per a la representació de peces teatrals dins d'un poble o ciutat. Per tant, no trobem teatres com a edificis arquitectònics fins a l'Antiga Grècia (1200 aC - 146 aC).
Primerament, el teatre grec era una construcció de fusta i l'espai dedicat als espectadors no tenia sostre. Normalment, quan havien passat les festes, es desmontava fins que, per motius de seguretat, es va passar a un art constructiu més sòlid. Les graderies es recolzaven a la falda d'una muntanya. Va ser a partir del segle iv aC quan es van començar a construir els teatres de pedra, igualment a l'aire lliure. Segons sembla, Pèricles va ser el primer teatre de pedra; l'escena del qual es recolzava, possiblement, sobre diversos pals amb vigues creuades. Al costat del teatre hi acostumava a haver un temple relacionat a Déu.
El teatre grec es divideix en tres parts principals:
- Les construccions de l'escenari: el prosceni, allà on els actors representaven el seu paper; l'scaena (skene), al darrere del prosceni, que consistia a un edifici que podia representar un palau, una cabana o una tenda (segons els decorats de la part davantera). A més, l'scaena també podia servir com a vestidor per als actors i de magatzem. L'escena era una construcció estreta i llarga, amb un sostre de vigues. Més tard, es van afegir dos pisos decorats amb columnes. En algunes obres còmiques de l'època, dos dels actors feien la seva respectiva entrada mitjançant dues portes, la qual cosa també es va introduir a l'escena; aquestes portes eren anomenades "portes dels actors".
- L'orquestra (orchestra): Consistia a un espai circular on hi havia el cor. Hi acostumava a haver l'altar de Dionís al mig.
- La graderia (o koilon): S'hi asseien els espectadors. Envoltaven l'orquestra, excepte per la part de l'escenari.

A ambdós costats, entre les grades i l'escenari, hi havia les entrades per on el cor entrava a l'orquestre, els pàrodes (parodoi).
En algunes obres còmiques de l'època, dos dels actors feien la seva respectiva entrada mitjançant dues portes, la qual cosa també es va introduir a l'escena, de la mateixa manera que a vegades els actors apareixien a la teulada. A més, s'utilitzaven també mecanismes com l'ekklema, una plataforma sobre rodes que es portava cap a l'escenari i insinuava una obertura de l'escena. Se sap que molts d'aquests avanços escènics són obra d'Èsquil.
Al segle i aC, amb l'objectiu de protegir-se del sol i la pluja, es van començar a col·locar cubertes pintades de púrpura, i per evitar la calor de l'estiu, es regava tot el recinte amb una pluja fina i perfumada amb un mecanisme que funcionava a partir de bombes de pressió.

### El decorat
S'afirma que va ser Sòfocles qui va incloure els decorats en el teatre. En el drama primitiu es feien servir decorats mínimament; més endavant, hi havia decorats independents, que es podien girar ràpidament durant els canvis d'escena.

### La maquinària teatral

#### Ekkyklema
L'Ekkyklema (o eccyclema) era un mecanisme teatral que consistia a una plataforma amb rodes, la qual s'introduïa a través de les ports per tal de transportar actors per l'escena. Així doncs, el seu funcionament resultava molt senzill i eficaç, i va ser un recurs molt utilitzat en les tragèdies gregues.
El teatre es pot concebre i valorar des de moltes formes teatrals diferents: per una banda, hi ha obres d'escenografia complexa, ja sigui pel material utilitzat o l'elaboració del mateix decorat, per exemple. Alhora, hi ha obres teatrals que obtenen el valor a partir de la paraula, de manera que tot allò visual que reforça el diàleg tendeix a ser menyspreat.
Durant l'antiga Grècia allò que donava realisme a l'obra representava es basava, sobretot, en el vestuari i les màscares que caracteritzaven els personatges; no obstant, a poc a poc, es van anar inventant mecanismes teatrals per tal d'incorporar efectes especials a l'escena.

#### Deus ex machina
Deus ex machina és un mecanisme que es va començar a utilitzar a principis del segle v. Consisteix a una grua que feia que els deus baixessin a la terra o tornessin a l'Olimp. Així doncs, aquest artefacte proporcionava moltes possibilitats als comediògrafs, els quals solien fer sortir a algun personatge de l'escenari ràpidament.
Es pot dir que aquesta màquina va ser creada per a les tragèdies. Realment havia de ser una feina física molt dura per a aquells que feien funcionar el mecanisme, ja que hi havia escenes com la de Medea d'Eurípides, on la protagonista havia de sortir volant en un carro i amb els dos cadàvers dels seus fills.
Avui en dia, Deus ex machina s'utilitza com a concepte per a esmentar un element extern que soluciona la història sense comptar amb la seva lògica interna. En aquesta línia, fa referència a qualsevol fet que succeeix per què ho requereix el mateix guió; ja sigui per a l'estètica o per qualsevol altre element mancat de coherència interna.
Aquest recurs, utilitzat a l'Antiga Grècia, va ser criticat per autors, com Aristòtil, que consideraven que el desenllaç del problema havia de sorgir a partir de la lògica interna, sense necessitat de factors externs. De fet, el principal problema que presenta Deus ex machina és que quan els lectors o espectadors perceben la manca de lògica interna, poden arribar a la incomoditat. Així doncs, aquest mecanisme pot aconseguir la trama que s'ambicionava però, per altra banda, pot ser que l'espectacle no sigui creïble.

### Els actors
En el segle VI a.C, Tespis va crear el primer actor, separant-lo del cor. Èsquil va introduir el segon acto i Sòfocles, el tercer. En la tragèdia, no podia haver més de tres actors parlant en una escena, però sí actors muts. En la comèdia podia haver un quart actor representant un paper breu.
Per tant, només feien falta tres actors masculins per tal de representar una obra. Sabem que no hi havia actrius, i que fins i tot, si havia un personatge femení, aquest era interpretat per un home. Aquests actors, pagats per l'Estat, es canviaven de roba i màscara en funció dels diferents personatges que interpretaven en una mateixa obra.
La figura de l'actor va sorgir a partir dels descants que havia de fer el cor.

### El cor
En la tragèdia grega, el cor era format per 12 o 15 homes que ambientaven l'escena, comentaven les situacions i donaven la rèplica als actors, ja fos interrogant-los o jutjant-los; tot això des de l'orquestra (o orchestra). El cant dramàtic del cor, quasi sempre, anava acompanyat de la dansa. El paper del cor va anar reduint-se fins a desaparèixer del tot.

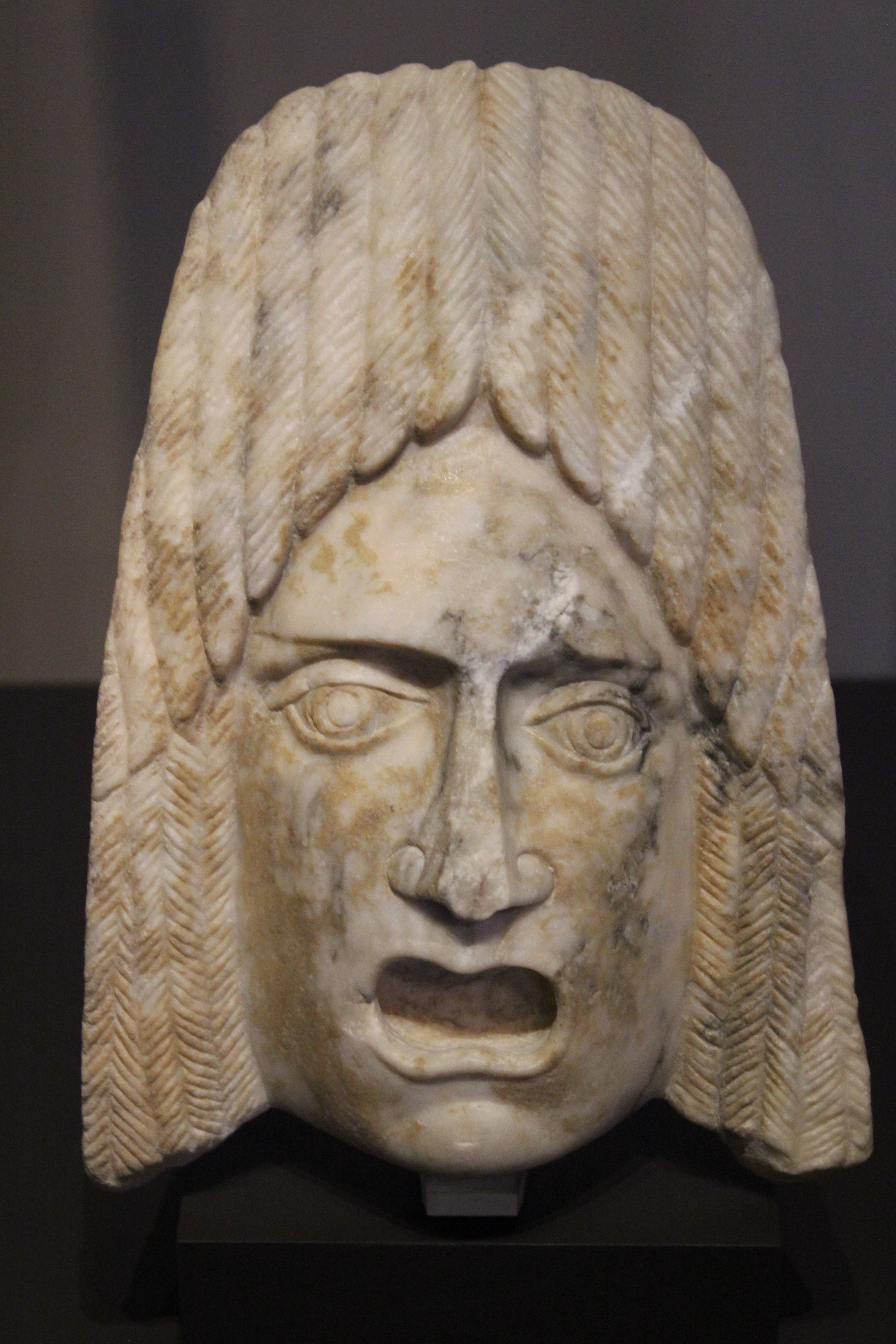

#### Les màscares
Els actors grecs utilitzaven màscares o ocultaven el seu rostre amb fang o safrà, ja que el fet d'amagar la cara simbolitza vestir-se amb elements nous, necessaris per realitzar el ritual. Quan el teatre va començar a ser teatre i no només un acte religiós, la màscara va passar a ser l'element que convertia l'actor en personatge.
Tant els actors com els membres del cor portaven màscares. Al segle V aC simulaven a la perfecció el rostre dels personatges, amb la boca mig oberta. La màscara lluïa unes grans faccions amb l'objectiu que l'espectador pogués identificar fàcilment el personatge. A més, les màscares servien de "megàfon" augmentant la veu de l'actor.

### L'espectador
Una entrada per a entrar al teatre costava òbols, que era el que la gent humil cobrava en un dia. Els homes formaven el públic, ja que les dones no van començar a anar al teatre fins al segle iv aC, essent un fet mal vist al principi.
Els espectadors bevien i menjaven durant les representacions, ja que es repertien vins i dolços. Les funions teatrals es duien a terme quatre dels cinc dies que duraven les festes de Dionís. Amb tot, en la guerra del Peloponès, es van reduir a tres dies. Les festes que envoltaven les representacions teatrals eren molt promocionades; aquestes mostraven el poder d'Atenes i suposaven una promoció dels deures ciutadans, ja que, durant les festes, s'exposava davant dels espectadors (arribats d'arreu del món grec) el tribut enviat pels aliats d'atenes, els orfes dels caiguts per la ciutat desfilaven i es proclamaven els honors d'aquells que havien beneficiat a la polis en algun aspecte. Bona part del finançament anava a càrrec d'un ciutadà ric, que complia amb un impost anomenat "litúrgia", per a subvenir a les necessitats bàsiques de la comunitat.
Per tal d'explicar la quantitat d'assistents a les representacions teatrals, podem fixar-nos en l'absència de discriminacions de qualsevol classe social per al seu accés; fins i tot, encara que fos acompanyant als seus amos, els esclaus podien entrar al teatre. Fins i tot, era difícil trobar un seient i, alguna vegada, s'havia arribat a la violència per tal de comprar-ne un. A partir d'aquí, Pèricles es va veure obligat a crear un fons públic per tal de cobrir les despeses dels ciutadans amb menys recursos que es veien marginats i, a més, es van remodelar els edificis de teatre per a ampliar l'espai dels espectadors. En aquesta línia, cada espectador, segons el seu estatus social, tenia una zona predeterminada. Així doncs, es donava molta importància al fet de tenir un seient preferent, ja que donava prestigi al propietari.
En el teatre grec no importa gaire la personalitat dels personatges sinó els conflictes, la moralitat i les accions a emprendre. Segurament, malgrat la varietats de l'auditori, de vegades els autors es dirigien només al sector més format. Sembla que fins i tot un part dels espectadors van adoptar "serietat" davant les representacions teatrals, distingint les grans figures i les obres guanyadores dels certàmens teatrals; les obres reconegudes pel públic d'aleshores, són les que han sobreviscut.

## El teatre de la Roma clàssica

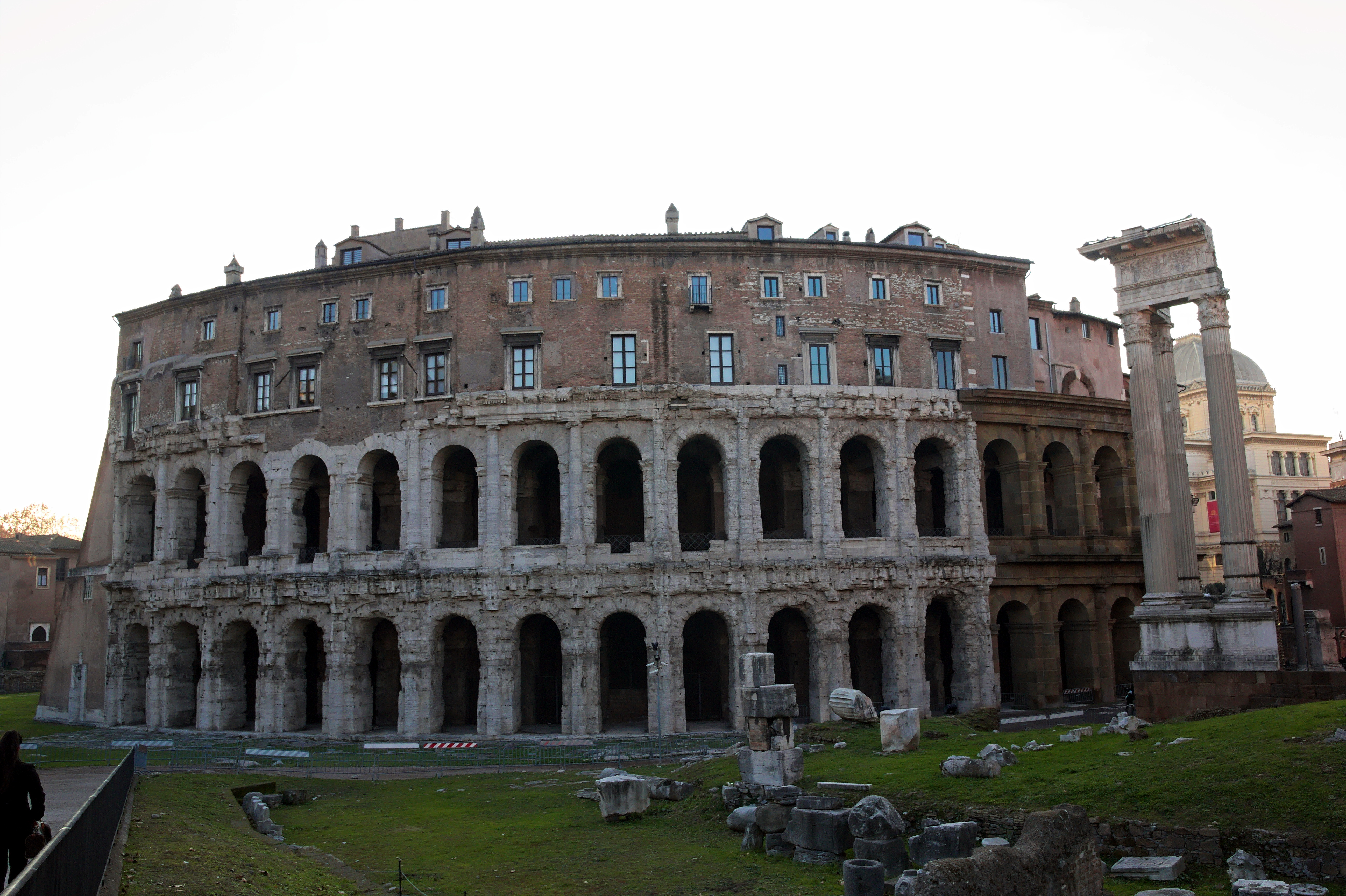
El Teatre de Marcel va ser construït durant el regnat d'August, entre l'any 13 i 11 aC, a Roma. L'edifici tenia 150 m de diàmetre, encara que només hi cabien 14.000 espectadors.

Primerament, el teatre romà va ser una versió o adaptació del teatre de l'Antiga Grècia. Amb tot, més tard va desenvolupar trets propis i va decantar-se cap a la farsa i la paròdia. Quant a les primeres representacions, les quals ja tenien lloc l'any 364 aC, se celebraven per a honorar a alguna divinitat.
Ja que el teatre romà, comparat amb el grec, havia d'entretenir molta més gent a causa que a Roma hi vivia més població que no pas a Atenes; així doncs, això explica que el teatre de la Roma clàssica tingués més varietat d'espectacles. No obstant, les obres teatrals eren cada cop més vulgars.
El teatre llatí acostumava a ser en vers i la música va prendre importància; hi havia moltes escenes cantades, les quals eren anomenades cantica. Per aquest motiu, cada companyia tenia cantors que executaven els cantica mentre els actors, en silenci, ho gestualitzaven.

### Els primers teatres romans
Al principi, els teatres romans eren fets de fusta i podien desmuntar-se. Tot i això, a partir del s. I aC, a Roma es van començar a construir edificis teatrals de pedra inspirats en el model grec però van introduir-hi certes innovacions per tal de millorar-lo: 

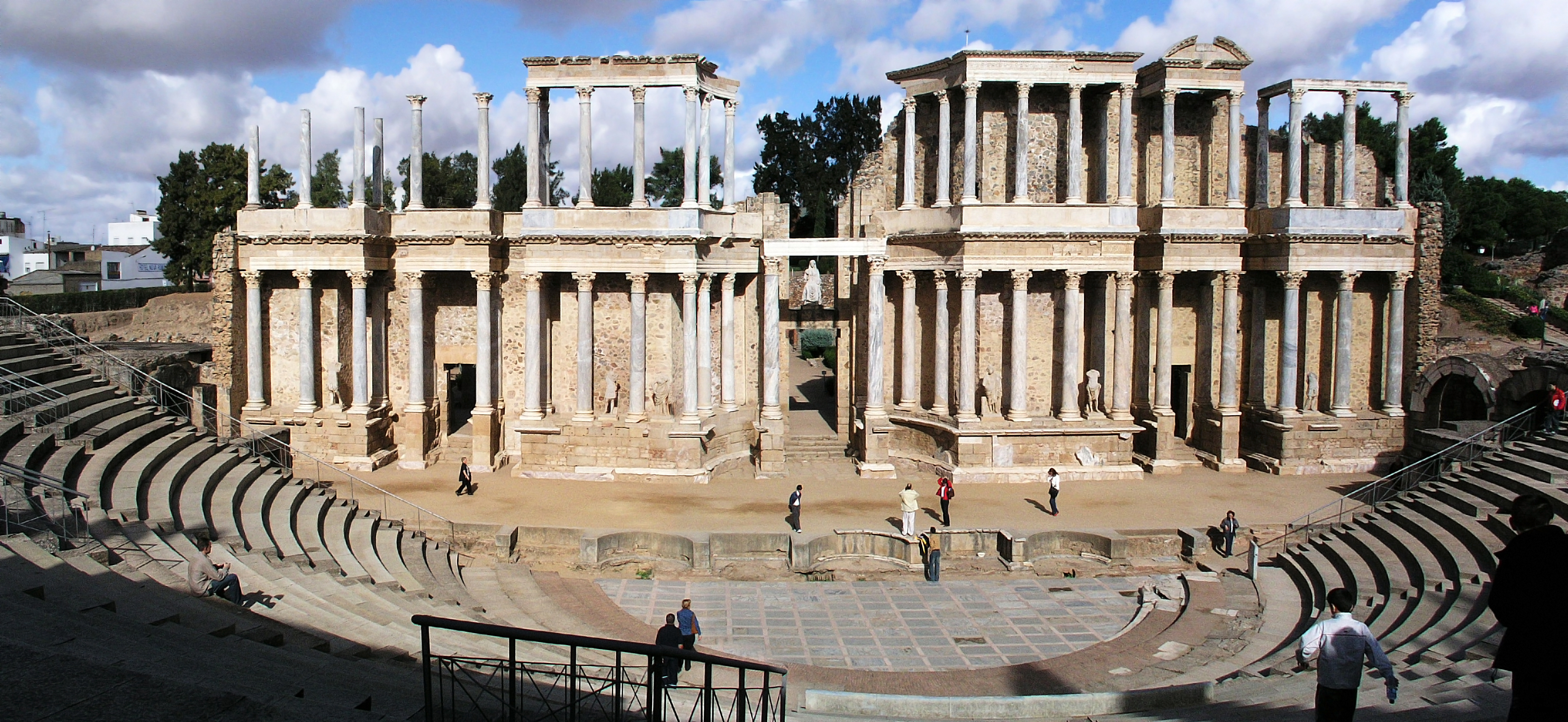
El teatre de Mèrida, és un teatre aixecat a la colònia Augusta Emèrita (actual Mèrida). Marc Agripa va promoure la seva creació, i es va inaugurar cap als anys 16-15 aC.

- Mentre que els grecs assentaven la graderia teatral sobre la falda d'una muntanya, els romans, en el cas que no tinguessin aquesta oportunitat, eren capaços de construir teatres com a edificis independents. En aquesta línia, la graderia o cavea es recolzava sobre un sistema d'arcs i galeries de formigó.
- Quant a l'orquestra o orchestra, la qual en l'Antiga Grècia era completament circular, en el teatre romà era semicircular. A part d'això, aleshores hi van començar a seure els espectadors més importants.
- Pel que fa a l'escenari, proscaenium o pulpitum era més ample, també, en els teatres romans.
- Per acabar, la scaena dels edificis teatrals de Roma era tan alta com la cavea, i així el teatre quedava tot tancat en un semicercle. A més, la façana que donava a l'interior, també anomenada frons scaenae, decorada amb dos o tres pisos de columnes, tenia tres portes cap a l'escenari i servia de decorat en totes les obres.
Respecte a l'escenari dels teatres de la Roma clàssica, eren decorats a base d'estàtues, domassos i màscares. A més, acostumaven a representar jardins, coves, mansions i altres manifestacions arquitectòniques.

### Els actors
El nombre d'actors, en una obra romana, eren cinc o més. Molts dels actors romans eren esclaus o lliberts, els quals normalment provenien d'Orient. En plena República, la figura de l'actor no era respectable, així que, si ho eres, no t'era permès executar càrrecs públics. No obstant, en època de l'Imperi, els actors famosos van convertir-se en estrelles i aquí va ser quan alguns membres de l'alta societat, com l'emperador Neró, van caure en la temptació d'actuar.

#### El vestuari i les màscares
El vestuari de l'escena romana era determinat pel tipus d'obra representada i, amb el pas del temps, va anar essent més realista; normalment, s'utilitzava simplement una túnica amb una capa, ja que allò que caracteritzava el personatge era la màscara. De fet, al principi del teatre a Roma, els actors actuaven amb màscares com els grecs, ja que havien de representar més d'un paper dins de la mateixa obra. Igualment que en el teatre de l'Antiga Grècia, les màscares augmentaven la veu de l'actor, actuant com una mena de megàfon.

## Els diferents tipus d'escenari al llarg del temps
Antigament, als inicis del que és considerat pròpiament el teatre, l'escenari consistia en zones adaptades per a la representació de peces teatrals dins d'un poble o ciutat. Per tant, no trobem teatres com a edificis arquitectònics fins a l'Antiga Grècia (1200 aC- 146 aC).
Respecte a la civilització de l'Antiga Roma, que va sorgir al segle IX a.C., va alçar teatres arreu del seu imperi. Aquests són similars als teatres grecs però amb la diferència que les orquestres i les càvees romanes són semicirculars.
Durant l'època medieval les representacions dels misteris es desenvolupaven a l'interior de les esglésies mateixes, tal com podem veure en representacions d'aquest estil que s'han mantingut, com ara el Misteri d'Elx.

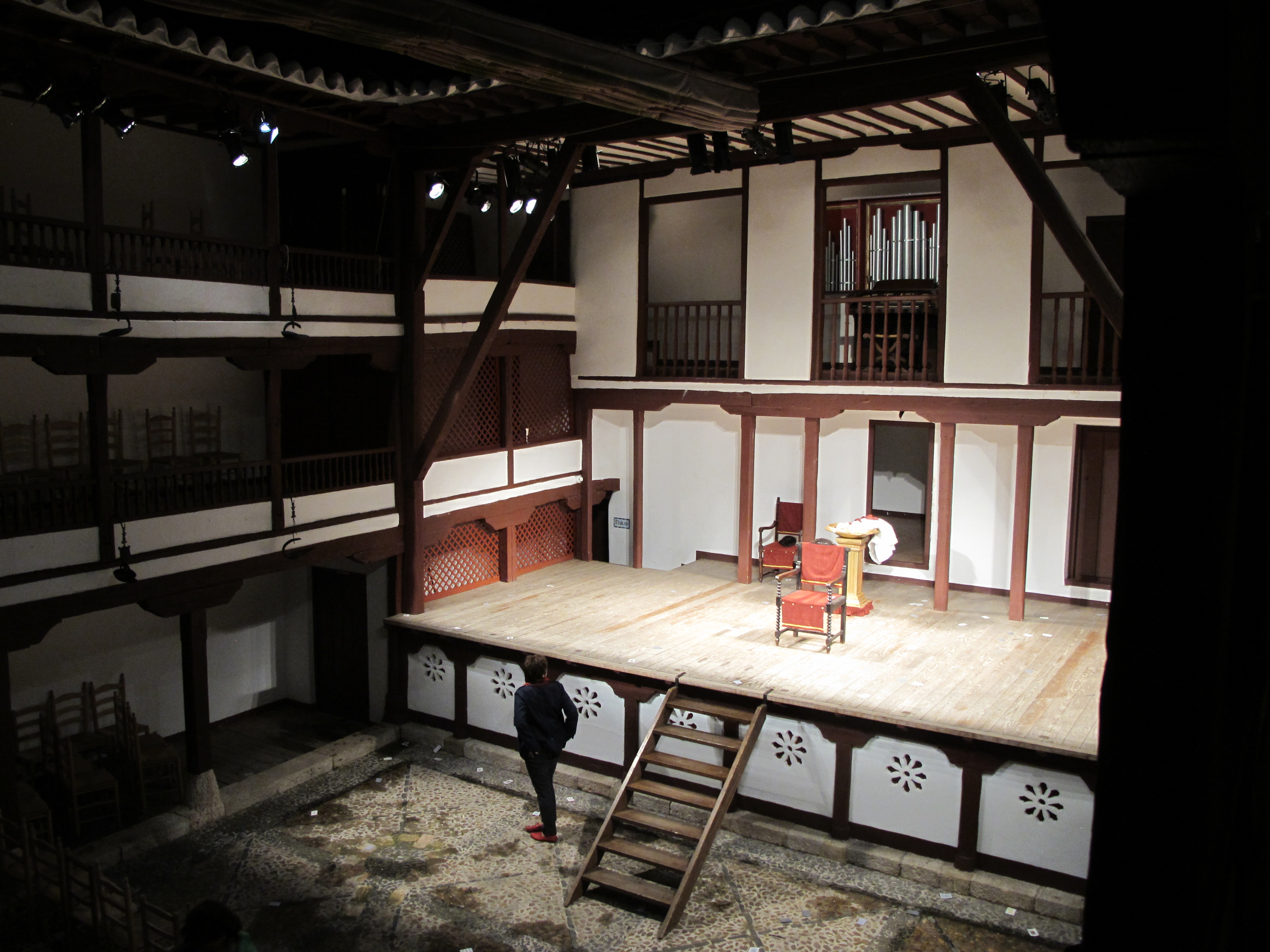
Corral de comèdies d'Almagro, construït durant el.

Per altra banda, el teatre del Renaixement, al segle xvi, es du a terme als corrals de comèdies, una mena de teatre situat a un pati interior d'una casa de l'època. Al fons s'hi trobava un petit escenari rectangular on es representaven les diferents obres teatrals. La “cazuela”, actual platea, s'ubicava al davant de l'escena. Als “palcos”, les parts superiors, s'hi acomodava la noblesa. Durant el moviment barroc, a partir del segle xvii, el corrals de comèdies aconsegueixen popularitzar-se i arribar, així, al seu millor èxit.
Actualment, podríem dir que la forma més típica de teatre, a Occident, és l'escenari a la italiana de prosceni, on el públic se situa a un costat de l'escenari, generalment al davant, i la resta de cares queden ocultes.